# Гуитмонд
Гуитмонд (Guitmond, O.S.B., также известный как Guiemundus, Guismundus, Guitmondo, Guitmond) — католический церковный деятель XI века. Родился в герцогстве Норманском в первой четверти XI века. Оппонент Беренгара Турского, написавший 4 книги.
Вступил в бенедиктинский орден в аббатстве ла Круа де Сен Лёфрой. Около 1060 года начал изучать богословие в Бекском аббатстве под руководством Ланфранка. Около 1070 года по приказу герцога Вильгельма прибыл в Англию, где получил предложение стать епископом. Как следует из сохранившихся писем Гуитмонда, из-за вспыльчивого нрава герцога он предпочёл отказаться и вернуться в Нормандию. Возможность занять епископскую кафедру в Руане была заблокирована противниками Гуитмонда. Получив от настоятеля, он отправился в Рим, где принял имя Христиан. Был тепло принят папой Григорием VII, назначившим его кардиналом, и, в феврале 1077 года, своим легатом к северу от Альп. В 1089 году был назначен епископом Аверсы на юге Италии, где и оставался до своей смерти в 1095 году.
Гуитмонд является автором четырёх известных произведений:
- Confessio de sancta trinitate Christi humanitate, corporisque et sanguinis Domini nostri veritate;
- Oratio ad Guilemum I;
- Epistola ad Erfastum;
- De corporis et sanguinis veritate Christi in eucharistia libri tres.

В последнем из них он опровергал точку зрения Беренгара Турского по поводу реальности присутствия Христа в евхаристии.